# Буйон, Клаус
Клаус Буйон (нем. Klaus Bouillon, 19 ноября 1947 года, Санкт-Вендель) — немецкий политик (ХДС). В 1983—2014 гг. — мэр Санкт-Венделя. С 12 ноября 2014 года Буйон был министром внутренних дел Саара во II-х и III-х кабинетах Крамп-Карренбауэра и Тобиаса Ганса.

## Жизнь
Буйон, сын железнодорожного служащего, окончил среднюю школу в Отвайлере в 1966 году и закончил военную службу в качестве кандидата в офицеры запаса в военной полиции в 1967/68 году. С 1969 по 1974 год изучал право в Саарском университете. В 1976 году он закончил юридическую стажировку со вторым юридическим экзаменом. Работа юристом и научным сотрудником Вернера Зейера в Бундестаге продолжалась в качестве спикера в Государственном страховом агентстве Саара с 1977 по 1979 год и в качестве уполномоченного судьи в окружном суде Саарбрюккена и Социальном суде Саара с 1980 по 1982 год.
Буйон католик и живёт в Санкт-Венделе; женат, имеет двоих детей.

## Политическая карьера
Буйон вступил в ХДС в 1975 году. Четыре года спустя он стал членом городского совета Санкт-Венделя. После того, как он одержал победу в партии, был избран мэром городским советом 27 мая 1982 года; 1 января 1983 года политик ХДС сменил отставного Якоба Феллера и в то же время покинул городской совет.
За 32 года его пребывания на посту мэра Санкт-Венделя 95 процентов площади в центре города было отремонтировано или модернизировано. В общей сложности около 950 миллионов евро было выделено на обновление города и районов до 2013 года. В это время в городе, который теперь известен как «спортивный город», произошли важные события: маршрут Tour de France 2002 пролегал через Санкт-Вендель и проходил через Rallye Deutschland. В среднем ежегодно в Санкт-Венделе проводится около 15 крупных мероприятий.
Последние выборы мэра он выиграл в 2010 году, набрав 85,1 % голосов; в 2002 году оппозиционные партии отказались от оппозиционного кандидата.
В начале ноября 2014 года премьер-министр Саара Аннегрет Крамп-Карренбауэр назначила Буйона новым министром внутренних дел. Он заменил Монику Бахманн, которая стала новым министром здравоохранения. Он был приведён к присяге 12 ноября. В интервью SR он объявил после инаугурации, что вернёт Тур де Франс в Саар в 2017 году.
Буйон приобрёл национальную известность во второй половине 2015 года, когда он перенёс свой офис в центр приёма Саар в Лебахе после кризиса беженцев в Германии в 2015 году. Он помог сократить продолжительность процедуры предоставления убежища в Сааре в среднем до четырёх месяцев.
18 октября 2015 года Буйон был гостем дискуссионной группы Гюнтера Яуха под названием «Толпа, спешка, угроза — приемлемо ли ненависть в обществе?», в которой принял участие скандальный председатель AfD Thüringen Бьорн Хёке. Во время трансляции между Хёке и Буйоном произошла перепалка. После передачи Буйон сказал, что замечания Хёке напомнили ему о нацистской эпохе.
С 1 января по 31 декабря 2016 года город Саар и, следовательно, Буйон, меняли пост председателя конференции министров внутренних дел.

## «Lex Bouillon»
Когда в конце 2013 года стало предсказуемо, что Буйон должен уйти в отставку с поста мэра в качестве временного государственного служащего не позднее конца 2015 года — соответствующее постановление можно найти в Законе о государственной службе Саара — Городском совете Санкт-Венделя. принял резолюцию, призывающую ландтаг Саара принять закон, чтобы изменить его, чтобы Буйон мог оставаться главой администрации как минимум до 2017 года. Помимо межпартийного одобрения, была также критика, в том числе внутри собственной партии. После того, как закон обсуждался по всей стране в течение нескольких недель под крылатой фразой «Lex Bouillon», парламент федеральной земли отклонил его.
В свои 74 года Буйон является старейшим государственным министром Германии.